# 穆斯塔法·沙基爾
穆斯塔法·沙基爾（英語：Mustafa Shakir，1976年8月21日—），美國男演員、導演和編劇。知名於電視劇《盧克·凱奇》第二季（2018年）的巨蝮蛇，以及《星際牛仔》（2021年）的傑特·布萊克（Jet Black）。

## 早期生活
穆斯塔法·沙基爾1976年8月21日生於北卡罗来纳州，哈莱姆長大。2001年從紐約新學院畢業。在演戲之前任職理髮師。

## 職業生涯
沙基爾2016年在短命電視劇《亡命之徒》中擔任主要演員，並客串了《時空守衛》。他曾試鏡超級英雄影集《黑閃電》的同名主角以及2018年電影《黑豹》的人猿，但皆未果。之後得以在《盧克·凱奇》第二季（2018年）中飾演反派約翰·麥西佛／巨蝮蛇。
2019年4月，他取得在Netflix影集《星際牛仔》（2021年）中飾演傑特·布萊克（Jet Black）的機會，該劇改編自矢立肇的同名日本漫畫。

## 個人生活
沙基爾是嚴謹的素食主義者。

## 作品列表

### 電影
| 年份 | 標題                         | 角色                  | 附註             |
| ---- | ---------------------------- | --------------------- | ---------------- |
| 2000 | 《殺戮戰警》                 | 抗議者                | 未掛名           |
| 2001 | 《來去天堂》                 | 門衛                  | 未掛名           |
| 2001 | 《3天頂》（3 Ceilings）                | 醫生                  | 短片             |
| 2003 | 《辣姐出招》                 | 引擎麻煩（Engine Trouble）          |                  |
| 2005 | 《山洞探险》                 | 甘農（Gannon）              |                  |
| 2010 | 《拂曉》（Daybreak）                 |                       |                  |
| 2010 | 《日落》（Sunset）                 | 丹（）                | 短片             |
| 2011 | 《吉薩斯》（Geezas）               | 瓊斯（Jones）              |                  |
| 2012 | 《錄音與播放》（Record/Play）           | 男子                  | 短片             |
| 2013 | 《無名交響曲》（Untitled Symphony）           | -                     | 導演、編劇和監製 |
| 2013 | 《地球的黑暗面》（The Dark Side of the Earth）         | 吉布森（Gibson）            | 短片；兼編劇     |
| 2013 | 《待命》（Stand By）                 | 超級殭屍（Alpha Zombie）          | 短片             |
| 2014 | 《諾亞方舟》（Noah's Ark）             | 雞（）                | 短片             |
| 2015 | 《小溪》（The Stream）                 | 馬克斯（Marcus）            | 短片             |
| 2016 | 《理由》（The Grounds）                 | 多明尼克（Dominic）          |                  |
| 2016 | 《黑色駕駛》（Driving While Black）             | 馬利克（Malik）            |                  |
| 2017 | 《雙殺》                     | 曼奇（Manchi）              |                  |
| 2017 | 《讓他們像戀人一樣死去》（Let Them Die Like Lovers） | 馬可（Marko）              | 短片             |
| 2017 | 《爭取你的出路》（Fight Your Way Out）         | 達瑪尼·拉提摩爾（Damani Latimore）   |                  |
| 2017 | 《99號牢房的賽局》           | 安德烈（Andre）            |                  |
| 2018 | 《偽裝者》                   | 史丹尼許先生（Mr. Stanish）      |                  |
| 2021 | 《詭謎藏》                   | 弗蘭基·帕斯卡里洛（Frankie Pascarillo） |                  |
| 2022 | 《自由路上》                 | 卡尤斯（Cailloux）            |                  |
| 2023 | 《靈魂刺殺令》               | 塞巴斯蒂安（Sebastian）        |                  |
| 2023 | 《真愛搞失蹤》               | 蒙特·傑克森（Monte Jackson）       |                  |

### 電視
| 年份       | 標題                         | 角色                          | 附註           |
| ---------- | ---------------------------- | ----------------------------- | -------------- |
| 1996       | 《紐約臥底警察》             | 羅納德·泰勒（Ronald Taylor）               | 1集            |
| 1999       | 《荒地》                     | 保鑣／羅恩（Ron）                | 2集            |
| 2001、2004 | 《法律與秩序》               | 麥克（Mike）／普雷斯頓·哈伯德（Preston Hubbard） | 2集            |
| 2004       | 《維加斯醫生》               | 伯特（Bert）                      | 1集            |
| 2005       | 《豪斯医生》                 | 德文特雷（D'Vontray）                  | 1集            |
| 2005       | 《通緝令》                   | 西蒙·里弗斯（Simeon Rivers）               | 1集            |
| 2006       | 《女朋友》                   | 傑文·丹尼斯（Javon Dennis）               | 4集            |
| 2007       | 《铁证悬案》                 | 阿肯·杜普雷07（Akon Dupree '07）             | 1集            |
| 2008       | 《数字追凶》                 | 船員#1                        | 1集            |
| 2011       | 《律政俏師太》               | 巴爾（Bull）                      | 1集            |
| 2012       | 《邊疆》（The Frontier）                 | 阿曼德·羅西尼奧爾（Armand Rossignol）         | 試播集         |
| 2013       | 《無恥之徒》                 | 德安德烈（D'Andre）                  | 1集            |
| 2014       | 《海军罪案调查处：洛杉矶》   | 守衛#1                        | 1集            |
| 2015       | 《超人救護隊》               | 伏擊者                        | 1集            |
| 2016       | 《地下鐵路》                 | 艾德溫（Edwin）                    | 1集            |
| 2016       | 《罪夜之奔》                 | 維克多（Victor）                    | 4集            |
| 2016       | 《亡命之徒》                 | 摩西（Moses）                      | 主要演員       |
| 2016       | 《時空守衛》                 | 葛雷哥萊·海斯（Gregory Hayes）             | 1集            |
| 2017       | 《海军罪案调查处：新奥尔良》 | 傑克·戈登（Jack Gordon）                 | 1集            |
| 2017–2019  | 《墮落街傳奇》               | 大麥克（Big Mike）                    | 常駐演員；21集 |
| 2018       | 《盧克·凱奇》                | 約翰·麥西佛／巨蝮蛇           | 主要演員；11集 |
| 2019       | 《美國眾神》                 | 撒麥迪男爵                    | 1集            |
| 2019       | 《亡命女神偷》               | 奎因（Quinn）                      | 4集            |
| 2021       | 《星際牛仔》                 | 傑特·布萊克（Jet Black）               | 主要演員；10集 |

## 外部連結
- 官方网站
- 穆斯塔法·沙基爾在互联网电影资料库（IMDb）上的資料（英文）